# 野府城
野府城（のぶじょう）は、愛知県一宮市開明（尾張国中島郡野府村）にあった室町時代から江戸時代初期にかけての日本の城。野武城とも書く。1975年（昭和50年）2月11日付けで一宮市指定史跡。

## 概要
一宮市立開明小学校付近にあり、同校の正門付近に城址碑がある。城主は織田信長の実弟織田信治が最も知られている。
築城時期は不明であるが、明応年間（1492年 - 1500年）にはすでに存在し、往時には二重の堀が廻らされ、『尾西市史』によると内堀で囲まれた範囲だけでも東西約300メートル、南北約200メートルの規模があったとされる。
近くの雲閑寺の山門は、城の門の一部を使用して建てられたといわれている。

## 歴代城主
織田信治→津田元嘉